# T. Cooper Evans

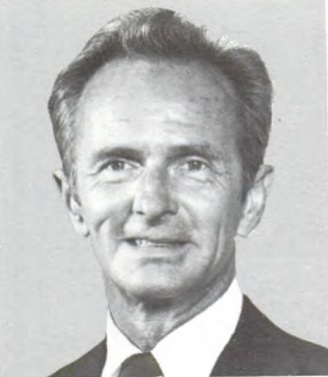
T. Cooper Evans (1981)

Thomas Cooper Evans (* 26. Mai 1924 in Cedar Rapids, Iowa; † 22. Dezember 2005 in Grundy Center, Iowa) war ein US-amerikanischer Politiker. Zwischen 1981 und 1987 vertrat er den Bundesstaat Iowa im US-Repräsentantenhaus.

## Werdegang
T. Cooper Evans besuchte bis 1942 die Grundy Center Highschool und diente danach zwischen 1943 und 1946 während des Zweiten Weltkrieges als Infanterist in der US-Armee. Nach dem Krieg setzte er seine Ausbildung zunächst bis 1948 an der University of St Andrews in Schottland und dann bis 1955 am Iowa State College in Ames fort. Später studierte er noch an der Oak Ridge School of Reactor Technology in Oak Ridge (Tennessee). Während dieser Studiengänge war er von 1949 bis 1965 als Oberstleutnant Mitglied im Corps of Engineers, der Pioniereinheit der US-Armee. Danach war Evans als Ingenieur und Farmer tätig. Von 1965 bis 1980 war er Präsident der Evans Farms Inc.
Evans war Mitglied der Republikanischen Partei. Zwischen 1968 und 1974 gehörte er dem Grundsteuerausschuss im Grundy County an; von 1975 bis 1979 war er Abgeordneter im Repräsentantenhaus von Iowa. Außerdem war er zwischen 1966 und 1978 Delegierter zu den regionalen republikanischen Parteitagen in Iowa. 1980 wurde er im dritten Wahlbezirk von Iowa in das US-Repräsentantenhaus in Washington, D.C. gewählt. Dort trat er am 3. Januar 1981 die Nachfolge von Chuck Grassley an, der in den US-Senat gewählt worden war. Nach zwei Wiederwahlen konnte er bis zum 3. Januar 1987 drei Legislaturperioden im Kongress absolvieren. Im Jahr 1986 verzichtete er auf eine erneute Kandidatur.
Nach dem Ende seiner letzten Amtszeit im Repräsentantenhaus zog sich Cooper Evans aus der Politik zurück. Er starb am 22. Dezember 2005 in Grundy Center und wurde dort auch beigesetzt.